# Список военных операций США

## XVIII век
| Года      | Регион                     | Описание военных действий                                          |
| --------- | -------------------------- | ------------------------------------------------------------------ |
| 1775-1783 | Северная Америка           | Война за независимость США/Американская революция                  |
| 1776-1794 | Северная Америка           | Войны чикамога                                                     |
| 1785-1795 | Северная Америка           | Северо-западная индейская война                                    |
| 1786-1787 | Северная Америка           | Восстание Шейса                                                    |
| 1798-1800 | Побережье США, Пуэрто-Рико | Квази-война. Морские и сухопутные военные операции против Франции. |

## XIX век
| Год  | Регион           | Описание военных действий |
| ---- | ---------------- | --- |
| 1801 | Северная Африка  | Первая берберийская война |
| 1812 | Северная Америка | Англо-американская война. Являвшейся результатом стремления Великобритании к подрыву экономики и торговли США. А также стремлением США расширить свою территорию за счет Канады и Флориды. Итог: статус-кво                                           |
| 1815 | Северная Африка  | Вторая берберийская война. |
| 1845 | Северная Америка | Американо-мексиканская война. Вследствие поражения, последствиями войны стали обширные территориальные уступки Мексики. США были отданы Верхняя Калифорния и Новая Мексика — земли современных штатов Калифорния, Нью-Мексико, Аризона, Невада и Юта. |
| 1856 | Китай            | Вторая Опиумная война |
| 1861 | Северная Америка | Гражданская война в США |
| 1898 | Самоа            | Вторая гражданская война в Самоа |
| 1898 | Куба             | Испано-американская война. В результате поражения Испании Куба подчинена американской военной администрации. |
| 1899 | Филиппины        | Филиппино-американская война |

## XX век
| Год  | Регион                   | Описание интервенции |
| ---- | ------------------------ | --- |
| 1906 | Куба                     | Вторая оккупация Кубы |
| 1912 | Никарагуа                | Американские войска вмешиваются во внутриполитическое противостояние и оккупируют Никарагуа до 1933 года |
| 1915 | Гаити                    | Американская оккупация Гаити до 1934 года и управление ей как протекторатом. После вывода американских войск сохранение контроля над финансовой политикой |
| 1916 | Доминиканская республика | Американская оккупация в Доминиканской Республике до 1924 года |
| 1917 | Европа                   | Участие США в Первой мировой войне на стороне Антанты против Центральных держав. Участие в оккупации Рейнской области до 1923 года |
| 1918 | Россия                   | Интервенция во время Гражданской войны в России. Совместно с Великобританией и Францией войска США высаживаются в Архангельске, совместно с японцами — во Владивостоке |
| 1941 | Европа/Восточная Азия    | Участие США во Второй мировой войне Основными противниками являются Японская империя и Германский Рейх. Послевоенная оккупация побеждённых стран |
| 1950 | Корея                    | США возглавляют интервенцию сил ООН во время войны в Корее, воспользовавшись бойкотом Совета Безопасности со стороны СССР |
| 1958 | Ливан                    | США интервенируют в Ливанском кризисе 1958 года |
| 1959 | Лаос                     | Поддержка правительства Лаоса в ходе гражданской войны в стране, а также бомбардировки «тропы Хо Ши Мина», по которой Северный Вьетнам направлял свои войска в Южный Вьетнам во время Вьетнамской войны |
| 1964 | Вьетнам                  | США массированно вмешиваются в войну во Вьетнаме. В ходе военных действий в стране находятся до 550 тысяч солдат США. Вывод войск осуществляется лишь в 1975 году. |
| 1965 | Доминиканская Республика | Оккупация республики до 1966 года после переворота против президента Хуана Боша. Страной управляет военная хунта, пришедшая к власти с помощью США. Начало гражданской войны. США интервенируют с 42 тысячами морских пехотинцев и проводят выборы, в результате которых победителем становится Хоакин Балагер, служивший около 30 лет диктатору Трухильо. В тесном сотрудничество с американцами Балагер управляет страной следующие 35 лет. |
| 1967 | Камбоджа                 | Гражданская война в Камбодже |
| 1969 | Сальвадор                | Футбольная война |
| 1977 | Сальвадор                | Поддержка правительства Сальвадора в ходе гражданской войны в стране |
| 1980 | Иран                     | Операция «Орлиный коготь» по освобождению американских заложников в американском посольстве в Тегеране проваливается. |
| 1982 | Ливан                    | В составе возглавляемой ими международной коалиции США интервенирует в Гражданской войне в Ливане. В результате ряда террористических актов международная коалиция покидает Ливан. |
| 1983 | Гренада                  | В результате госпереворота к власти приходит новое правительство, ориентирующееся на Советский Союз. Это приводит к нападению США на Гренаду |
| 1986 | Ливия                    | В качестве акта возмездия за ливийские террористические акты США бомбят объекты в Триполи и Бенгази (Операция «Каньон Эльдорадо») |
| 1989 | Панама                   | Нападение США на Панаму, последовавшее за объявлением Панамой войны США |
| 1991 | Персидский залив         | Война в Персидском заливе — международная коалиция во главе с США освобождает Кувейт, оккупированный Ираком |
| 1992 | Сомали                   | Участие США в миротворческой операции ООН в Сомали |
| 1992 | Босния и Герцеговина     | Боснийская война |
| 1994 | Гаити                    | Интервенция США на Гаити, санкционированное резолюцией СБ ООН № 940. |
| 1999 | Югославия                | Агрессия НАТО против Югославии |

## XXI век
| Год       | Регион     | Описание военных действий |
| --------- | ---------- | --- |
| 2001      | Афганистан | В ответ на террористические акты 11 сентября 2001 года в Нью-Йорке и Вашингтоне США начинают Войну в Афганистане, которая официально завершилась в 2014 году. С 2015-го действия постепенно возобновляются. В 2021 году связи с захватом власти движением «Талибан» над Афганистаном военные действия США на территории Афганистана прекратились. США оставили много военной техники общей ценой на 85 миллиардов долларов. |
| 2003      | Либерия    | Вторая гражданская война в Либерии |
| 2003      | Ирак       | Иракская война, в которой участвует также ряд американских союзников. После свержения режима Саддама Хусейна начинается многолетняя оккупация, характеризованная высоким уровнем насилия в стране, которое стоило жизни, по разным данным, до 655 тысячам иракцев. |
| 2004      | Пакистан   | Война в Северном Пакистане |
| 2011      | Ливия      | Воздушные удары и ракетный обстрел страны в рамках Первой интервенции в Ливию (2011) Итогом явилось свержение и убийство главы государства Муаммара Каддафи |
| 2014      | Сирия      | Вторжение США и их союзников в Сирии |
| 2015      | Йемен      | Ракетные удары США по позициям йеменских повстанцев — хуситов и активная поддержка интервенции Саудовской Аравии и её союзников в Йемене |
| 2015      | Камерун    | Военная операция США в Камеруне |
| 2015      | Ливия      | Вторая интервенция в Ливии |
| 2023-2025 | Йемен      | Операция «Страж процветания» |